# Station Henley-In-Arden
Henley-In-Arden is een spoorwegstation van National Rail in Henley-in-Arden, Stratford-on-Avon in Engeland. Het station is eigendom van Network Rail en wordt beheerd door West Midland Trains. 